# Oreocarya osterhoutii
Oreocarya osterhoutii är en strävbladig växtart som beskrevs av Edwin Blake Payson. Oreocarya osterhoutii ingår i släktet Oreocarya och familjen strävbladiga växter. Inga underarter finns listade i Catalogue of Life.